# هايلي جنسن (مغنية)
هايلي جنسن (بالإنجليزية: Hayley Jensen)‏ هي مغنية أسترالية، ولدت في 7 يناير 1983 في ألبوري في أستراليا.

## وصلات خارجية
- هايلي جنسن على موقع IMDb (الإنجليزية)
- هايلي جنسن على موقع ميوزك برينز (الإنجليزية)

- الموقع الرسمي